# Dragiša Trifković
Dragiša Trifković (ur. 7 kwietnia 1912 w Tuzli, zm. 8 września 2000 tamże) – rzeźbiarz serbsko-bośniacki i jugosłowiański.

## Życiorys
Był synem Nikoli i Milki z d. Jovanović. Po ukończeniu gimnazjum w Tuzli w 1936 rozpoczął studia w Państwowej Szkole Artystycznej w Belgradzie (klasa prof. Petara Palavičiego). Z uwagi na trudną sytuację finansową i chorobę musiał przerwać naukę i powrócić do Tuzli. W czasie II wojny światowej przebywał w Tuzli, a następnie w Belgradzie, gdzie wraz z bratem działał w komunistycznym ruchu oporu. Koniec wojny zastał go w sanatorium, gdzie znalazł się w związku z pogorszeniem stanu zdrowia.
W 1944 podjął pracę w Wydziale Propagandy, Kultury i Sztuki w Tuzli, współpracując z Ismetem Mujezinoviciem i Vojo Dimitrijeviciem. Oprócz wykonywania rzeźb, prowadził zajęcia z wychowania plastycznego w gimnazjum w Tuzli i w szkole dla nauczycieli. Był pierwszym dyrektorem ząłożonego w Tuzli Pawilonu Wystawienniczego (późniejszej Międzynarodowej Galerii Potretu). Od 1959 był członkiem Stowarzyszenia Artystów Plastyków Bośni i Hercegowiny, a także Stowarzyszenia Artystów Plastyków Tuzli. W 1991 wyjechał, jak co roku zimą nad morze, ale wybuch wojny w Bośni uniemożliwił mu powrót do rodzinnego miasta. Powrócił tam dopiero w czerwcu 1994 i nadal zajmował się rzeźbieniem.
Zmarł 8 września 2000 i został pochowany na cmentarzu prawosławnym Trnovac w Tuzli.

## Twórczość
Dorobek artystyczny Trifkovicia obejmuje kilkaset rzeźb: płaskorzeźb, popiersi, statuetek, a także pomników. Prace Trifkovicia prezentowano na 17 wystawach indywidualnych i 50 wystawach zbiorowych. Pozostawił po sobie także bogatą kolekcję fotografii, dokumentujących zmiany w infrastrukturze Tuzli. W 1982, z okazji 70-lecia urodzin artysty w Międzynarodowej Galerii Portretu w Tuzli otwartą retrospektywną wystawę jego prac. W tym samym roku powstała monografia poświęcona Trifkoviciovi. Muzeum Wschodniej Bośni w Tuzli posiada w swoich zbiorach ponad 200 dzieł Trifkovicia.